# André Dartevelle
Pour les articles homonymes, voir Dartevelle.
André Dartevelle (né le 21 août 1944 à Etterbeek et mort le 14 mars 2015 à Watermael-Boitsfort) est un réalisateur, historien, journaliste et grand reporter belge.

## Biographie
Il est le fils de Denise, chanteuse et peintre, et d’Edmond, géologue, explorateur, résistant antinazi.
Il suit des humanités gréco-latines au prestigieux Athénée Robert Catteau[source insuffisante], ainsi que des cours de peinture à l’Académie des beaux-arts de Boitsfort (Bruxelles), puis des études d’histoire à l’Université libre de Bruxelles, il est licencié en philosophie et lettres (licence en histoire moderne)[réf. nécessaire].
Il se fait journaliste et travaille deux ans dans la presse écrite belge comme critique d’art et de télévision (Le Soir, Hebdo, Le Vif...). Il se dirige ensuite vers la radio comme journaliste politique au Journal parlé de la Radio-Télévision belge. Puis en 1973, il rentre à la télévision (RTBF) où il poursuit sa carrière d’abord comme grand reporter, puis comme producteur et réalisateur de films documentaires. Il y participe à la création de plusieurs émissions de reportages et de films, dont Neuf millions neuf en 1973, avec Josy Dubié, À suivre en 1977, avec Henri Mordant, Strip-tease en 1985, avec Marco Lamensch et Jean Libon, Traces en 1991, avec Jacques Laurent, et Portraits en 2002, avec Anne Hislaire (RTBF)[réf. nécessaire].
Son œuvre est riche de plus de 150 reportages et documentaires. Il aura, tout au long de sa carrière, coréalisé et collaboré avec entre autres Gérard Corbiau, Manu Bonmariage, Michel Khleifi, Marie-Hélène Rabier, Luc et Jean-Pierre Dardenne pour Dérives.
De 1972 à 1989, il rend compte, par son travail de réalisateur, des grands mouvements sociaux et politiques en Belgique comme à l’étranger.
De 1975 à 1982, il filme la transition démocratique en Espagne, après la mort de Franco. À la même période, il témoigne, avec ses reportages, des guerres libanaises, de la question palestinienne en Israël-Palestine. De 1980 à 1984, il couvre les conflits en Amérique centrale (Salvador, Nicaragua) et la résistance populaire au Brésil.
Concernant la Belgique, les thèmes qu’il aborde sont très variés, allant des tensions communautaires à la parole ouvrière, des droits des chômeurs aux conditions de vie des prisonniers, de l’émancipation des femmes aux luttes sociales. Il donne essentiellement la parole aux exclus de la société, aux laissés pour compte, aux opprimés.
Enfin, dès 1990, il entame un travail de documentariste autour de la remémoration, en consacrant plusieurs documentaires indépendants aux survivants et combattants du nazisme (Seuls restent les arbres, À mon père résistant, Léni, la vie après la mort, etc.) ainsi qu’aux descendants de la Première Guerre mondiale en Belgique (Trois journées d'août 1914).
Ses films documentaires sont coproduits par la RTBF, Arte et Jacques Laurent, et la production indépendante, principalement avec la société Dérives et Luc et Jean-Pierre Dardenne, ainsi que Julie Frères, mais aussi avec To do Today, Halolalune de Marianne Binard, 13Production de Paul Saadoun.
En parallèle de sa carrière de réalisateur, il enseigne à l’INSAS et écrit de nombreux articles et monographies sur des questions historiques et artistiques («Avenue Louise, 347, Louizalaan, dans les caves de la Gestapo»).

## Filmographie partielle
- 1973 : Une journée d'elles (45 min), réalisé avec Gérard Corbiau. Production RTBF, magazine À suivre.
- 1974 : Beyrouth, la guerre des pauvres (45 min). Production RTBF, magazine Neuf millions neuf, Nymphe d'argent, 1er prix du reportage d'actualité à Monte-Carlo en 1976 (Palmarès 1976).
- 1974 : F.N ou une femme, des machines (33 min). Production RTBF, magazine Neuf millions neuf. https://www.sonuma.be/archive/fn-ou-une-femme-des-machines
- 1975 : Carabanchel (60 min), réalisé avec Gérard Corbiau. Production RTBF, magazine Neuf millions neuf.
- 1977 : Le Chômage de Saint-Éloi (45 min), avec Annie Thonon. Production RTBF, magazine À suivre, 1er prix du Concours des télévisions francophones (1978)
- 1978 : Achrafieh (60 min), réalisé avec Michel Khleifi. Production RTBF, magazine À suivre, 1er prix du Concours des télévisions francophones (1979).
- 1980 : Des enfants pourquoi ? (80 min). Production RTBF, magazine À suivre.
- 1979 : Bonjour Lantin (60 min), avec Marie-Hélène Rabier. Prod. RTBF, magazine À suivre.
- 1980 : Condamnés à rêver (60 min), avec Marie-Hélène Rabier. Prod. RTBF, magazine À suivre.
- 1981 : La Route d'El Naïm, co-réalisé avec Michel Khleifi. Prod. RTBF (magazine À suivre' min), coproduit par Temps Présent, TSR-Genève
- 1981 : Crève Belgique ! (60 min). Prod. RTBF, magazine À suivre.
- 1982 : Le temps de vivre (60 min). Prod. RTBF, magazine À suivre.
- 1985 : Au Monastère de la rue (50 min), avec Marie-Hélène Rabier. Prod. RTBF, magazine À suivre, prix ONDA, au festival de Monte-Carlo, en 1985.
- 1988 : Auschwitz ou l'introuvable sens (90 min). Prod. RTBF et Europe des Universités
- 1988: "Le mythe des CCC", RTBF, Au nom de la loi, avec Philippe Rombaut.
- 1989 : Un hiver en Arménie (60 min). Prod. RTBF, MSF
- 1990 : Seuls restent les arbres (2 x 52 min). Prod. RTBF, Conseil général des Ardennes (France), France 3, Grand Prix de la critique audiovisuelle.
- 1991 : Souvenirs du Roi bâtisseur (75 min). Prod. RTBF.
- 1992 : Marcourt ou la mémoire secrète (60 min), avec Francis Dujardin. Prod Dérives, coproduit par la Communauté française de Belgique, WIP, RTBF, prix du meilleur documentaire et prix de la meilleure réalisation, au CIRCOM 1992
- 1994 : Bruxelles requiem (75 min). Prod. RTBF, mention spéciale au CIRCOM 1994 à Cracovie, Grand Prix FIFAL (urbanisme et architecture) et le Prix de la Presse à Bucarest 95.
- 1995 : À mon père résistant (3 x 60 min). Prod. Dérives, coproduit par RTBF, WIP, mention spéciale au CIRCOM 1996
- 1996 : La Maison du Peuple de Victor Horta (79 min). Prod To Do To Day, coproduit par RTBF, Arte, prix de la presse audiovisuelle Dexia, 1997
- 1997 : L'Affaire Willy Kessels (60 min). Prod. RTBF, coproduit par Arte, VRT (Histories' min), CBA, Grand prix international de l'URTI (Trophée Arman), Monte-Carlo 98
- 1999 : Chômeur, pas chien ! (60 min), avec Marie-Hélène Rabier. Prod. Dérives, coproduit par Arte (La Vie en face' min)
- 2000 : La Marge de l'architecte. Alain Richard (25 min). Prod. RTBF, Œuvres en chantier
- 2001 : Dupuis Jacques, architecte belge… (60 min). Prod. RTBF, coproduit par Arte.
- 2001 : Singulier Voyage entre l’œil et l’oreille (30 min). Prod. RTBF, Œuvres en chantier
- 2002 : Vie privée, Marianne Berenhaut. Trente ans de sculptures (30 min). Prod.RTBF, Œuvres en chantier
- 2002 : Tableaux dans un grenier (58 min) Prod. par Dérives, coproduit par ARTE et WIP
- 2004 : Leni, la vie après la mort. Décembre 1944 (97 min). Produit par Halolalune, coproduit par Arte et la RTBF
- 2007 : L'Énigme de la maison Mantin (57 min). Produit par 13 Production (Paris), Halolalune Production, Triangle7, Arte et la RTBF.
- 2007 : Raymond Duesberg ou la Fin de l'empire (49 min 45 s). Produit par Halolalune, avec l’aide de la Communauté française de Belgique, le FACR, la SACD-SCAM, la Promotion des Lettres et la RTBF.
- 2010 : Le Testament amoureux de Nel (57 min). Prod. Halolalune, avec la RTBF, Arte, la VRT, le Belgian Art Research Institute.
- 2014 : Trois journées d'août 1914 (200 min). Prod. Dérives, avec la RTBF, WIP, Pillarbox, VRT, VAAF.